# Most Cestiusza
Most Cestiusza (łac. Pons Cestius, wł. Ponte Cestio), znany też pod nazwą Ponte San Bartolomeo – trójprzęsłowy most na Tybrze w Rzymie, łączący Wyspę Tyberyjską z Zatybrzem.
Most został zbudowany w ostatnich latach istnienia republiki na miejscu starszego mostu drewnianego. Wzniósł go jeden z członków rodu Cestiuszy, dokładna data budowy i fundator są jednak nieznane. Być może zleceniodawcą był Gajusz Cestiusz, pochowany w rzymskiej piramidzie jego imienia. Inna teoria zakłada, że wzniósł go ojciec Gajusza, wspomniany w napisie na ww. piramidzie Lucjusz Cestiusz, w roku 46 p.n.e. Oryginalnie była to budowla o długości 48 m i 8,20 m szerokości, składająca się z centralnego przęsła o rozpiętości 23,65 m i dwóch mniejszych bocznych przęseł o rozpiętości 5,80 m. Most wzniesiono z tufu i peperynu okładanych trawertynem. Budowla została odrestaurowana w 152 roku przez Antonina Piusa i całkowicie przebudowana w IV wieku za panowania Walentyniana I, Walensa i Gracjana. Kolejnej naprawy przeprawy dokonano w XI wieku.
Pod koniec XIX wieku, w związku z pracami nad umocnieniem brzegu Tybru, część oryginalnego starożytnego mostu została rozebrana. W trakcie dokonanej w latach 1888–1892 przebudowy zachowano z niego jedynie centralne przęsło, po czym, częściowo z wykorzystaniem pierwotnego materiału, wzniesiono dwa całkowicie nowe przęsła boczne odpowiadające mu rozpiętością. Po przebudowie most liczy obecnie 80,40 m długości i w około ⅔ jest konstrukcją nowożytną.